# IC 429
IC 429 ist ein Reflexionsnebel im Sternbild Orion am Himmelsäquator, welches den hellsten Teil von IC 430 beschreibt. Das Objekt wurde am 26. Februar 1893 vom französischen Astronomen Stéphane Javelle entdeckt.